# شهرستان ویلیامسون (تگزاس)
شهرستان ویلیامسون، تگزاس (به انگلیسی: Williamson County, Texas) یک سکونتگاه مسکونی در ایالات متحده آمریکا است که در تگزاس واقع شده‌است.

## خصوصیات
شهرستان ویلیامسون ۲٬۹۳۷٫۰۶ کیلومترمربع مساحت دارد.